# ها*ش
الرماد (بالإنجليزية: Ha*Ash) فرقة روك موسيقية أمريكية من مدينة ليك تشارلز في الولايات المتحدة، تأسست في عام 2002. وتتكون حالياً من اثنان أعضاء أشلي غريس وهانا نيكول

## الألبومات
| العنوان "بالإنجليزية"        | تاريخ الإصدار |
| ---------------------------- | ------------- |
| Ha*Ash                       | 2003          |
| Mundos Opuesto!              | 2005          |
| Habitación Doble             | 2008          |
| A Tiempo                     | 2011          |
| Primera Fila: Hecho realidad | 2014          |
| 30 de Febrero                | 2017          |
| En Vivo                      | 2019          |

## وصلات خارجية
- ها*ش على موقع IMDb (الإنجليزية)
- ها*ش على موقع ميوزك برينز (الإنجليزية)
- ها*ش على موقع أول ميوزيك (الإنجليزية)
- ها*ش على موقع ديسكوغز (الإنجليزية)
- الموقع الرسمي